# Dinamit
Dinamit (prema grč.: sila, snaga) naziv je za vrlo snažan brizantni eksploziv, koji se već u 19. st. proizvodio na bazi glicerol-trinitrata, poznatijeg pod starim nazivom nitroglicerin.
Alfred Nobel utvrdio je 1867. da infuzorijska zemlja adsorbira glicerol-trinitrat i tvori s njim plastičan i manje osjetljiv eksploziv, kojeg je nazvao dinamit.
Prve vrste dinamita sadržavale su 75% glicerol-trinitrata, 24, 5% infuzorijske zemlje i 0,5% sode. Bio je takozvani gurdinamit, u kojem je infuzorijska zemlja bila neaktivna baza sa svrhom oslabljivanja detonacije. Poslije se uglavnom proizvodio dinamit s aktivnom bazom, u obliku mješavine glicerol-trinitrata i salitre, drvene piljevine, prašine kamenog ugljena itd.
Smjese, masne i higroskopne, bile su izolirane slojem voska ili plastike. Nobel je također otkrio da kolodijski pamuk (nitrirana celuloza s 11 do 12% dušika) s glicerol-trinitratom daje želatinastu smjesu, tzv. praskavu želatinu (ondašnji želatinski dinamit).
Dinamit korišten u rudarstvu sadržavao je natrijev klorid, u svrhe smanjenja temperature detonacije i povećanja njene snage.
Danas se umjesto glicerol-trinitrata za pripravu dinamita koristi amonijev nitrat uklopljen u želatinsku masu od celuloznog nitrata i glikol-dinitrata. Takav je eksploziv, nazvan amonijski dinamit, otporan prema vlagi, pouzdaniji, sigurniji, snažniji i jeftiniji.